# Yoshimi (Saitama)
Yoshimi (jap. 吉見町, -machi) ist eine Stadt auf der japanischen Hauptinsel Honshū im Landkreis Hiki in der Präfektur Saitama.

## Geografie
Yoshimi liegt westlich von Konosu und östlich von Higashimatsuyama.

## Sehenswürdigkeiten
- Anraku-ji

## Angrenzende Städte und Gemeinden
- Konosu
- Kumagaya
- Kitamoto
- Higashimatsuyama
- Kawajima